# تپه چشمه عیسی
تپه چشمه عیسی در شهرستان گیلانغرب، بخش گواور، دهستان گواور، حاشیه جنوب و جنوب شرقی روستای چشمه عیسی واقع شده و این اثر در تاریخ ۲۶ اسفند ۱۳۸۶ با شمارهٔ ثبت ۲۱۸۱۳ به‌عنوان یکی از آثار ملی ایران به ثبت رسیده است.